# Tinopai
Tinopai Új-Zéland egyik települése. Az Északi-szigeten helyezkedik el, a Hukatere-félszigeten, a Komiti-öböl partján, a Northland régióban, azon belül is Kaipara kerületben. A Kaipara kikötőtő északi részén helyezkedik el. A 400  fős település népessége nyaranta a turisták miatt két és félszeresére duzzad.
A településtől 23 kilométerre északra található Matakohe. Az észak felől kelet felé tartó Otamatea-folyó itt ömlik az öbölbe.

## Története
A település eredetileg a Te Komiti nevet viselte, amely a maori utazók egyik megszokott megállóhelye volt a Kaipara felé vezető úton. Egy nagy nádtemplomot építettek 1852-ben, ahol több száz ember is képes volt elférni. A Komiti Fruitlands Development Association 1915-ben 13,17 km² területet vásárolt fel gyümölcstermesztés céljából. Főleg almát termesztettek. 1917-ben egy rakpartot építettek ki a tengerparton a rakományok könnyebb pakolása érdekében. Ők nevezték el a területet "Tinopai Fruitlands" néven 1918. Az almatermesztésnek a huszadik század harmincas éveiben lett vége a nagy gazdasági világválság miatt és a hanyag kezelés okán.

## Népesség
A város lakóinak száma 400 fő, amely létszám nyáron 1000 körülire duzzad az ide látogatók miatt.

## Oktatás
A város első számú általános iskolája a Tinopai School, melyet 1916 szeptember 13-án alapítottak.

## Fordítás
Ez a szócikk részben vagy egészben  a   Tinopai című angol Wikipédia-szócikk ezen változatának fordításán alapul.  Az eredeti cikk szerkesztőit annak laptörténete sorolja fel. Ez a jelzés csupán a megfogalmazás eredetét és a szerzői jogokat jelzi, nem szolgál a cikkben szereplő információk forrásmegjelöléseként.